# Wen Tianxiang

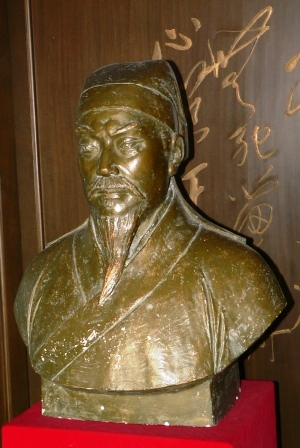
Wen Tianxiang

文天祥 Wen Tianxiang (Wade-Giles : Wen T'ien-hsiang) (1236 - 1282), duc de Xinguo, est un homme politique et écrivain chinois de la dynastie Song. 

## Biographie
Wen est né le 6 juin 1236 à Luling (Ji'an),  Province du Jiangxi durant la dynastie des Song. À l'âge de 18 ans, il a excellé dans ses examens locaux, et deux ans plus tard participé à des examens impériaux dans la capitale, au cours desquels il a été personnellement reçu au premier rang par l'empereur. Il prendra ensuite plusieurs postes dans le gouvernement des Song du Sud, y compris celui d'employé (郎官) du ministère de la Justice et préfet de Ganzhou.
Il fut le dernier Premier ministre de la dynastie Song du Sud. Après avoir résisté aux Mongols, il a été capturé par Kubilai Khan, le petit-fils de Gengis Khan. Malgré trois ans d'emprisonnement, il ne s'est jamais rallié à la nouvelle dynastie Yuan. Il fut exécuté en 1283 à Pékin.
Symbole de patriotisme et de justice en Chine, durant sa période d'emprisonnement, il a écrit les célèbres classiques "Zhengqige" et "En passant Lingdingyang". Ses poèmes sont restés pour leur patriotisme.
Son rôle symbolique est tellement important qu'en 1908, au sanctuaire historique de Wen Tianxiang à Haifeng, Chen Jiongming a convaincu plus de trente jeunes hommes du village de prêter un serment secret pour une révolution nationale[style à revoir] 

## Nom de famille
La plupart des descendants de Wen Tianxiang résident en Chine, y compris les New Territories à Hong Kong. Une des plus anciennes souches s'est établie en 1000 apr J.-C. dans la région de Hengyang/Hengshan dans la province de Hunan. Une branche de cette famille Wen s'est établie dans les années 1940 aux États-Unis et est alliée aux trois familles puissantes : les Sun de Shouxian, Anhui, les fondateurs de l'usine Fou Foong Flour Company à Shanghai, de la banque Chung Foo Union Bank et d'autres entreprises; les Lis de Hefei, Anhui, dont le Vice-roi Li Hongzhang ; et les Kongs de Qufu, Shandong, dont Confucius.
Les descendants de Wen Tianxiang ont pour nom de famille Man (selon la prononciation cantonaise), Boon (selon la prononciation fujiang), et Wen (selon la prononciation mandarine). Quelques-uns des descendants de la branche de la famille Wen, dans la province de Quandong, notamment celle de la côte face à Taïwan ont émigré vers l'Indochine française. Ceux-ci ont adopté une nouvelle forme de nom de famille selon la prononciation vietnamienne de l'écriture chinois du mot Wen ; ainsi ils s'appellent Van au lieu de Wen. Tous les Vietnamiens du nom de Van ne sont toutefois pas des descendants de la Famille Wen de Chine.

## Les monuments
Jiangxi
La ville natale de Wen Tianxiang dans Ji'an, Jiangxi honore le célèbre héros national avec un mausolée. Expositions de peintures, calligraphies, et même des uniformes de l'armée prétendument laissés par Wen. Le mausolée Tianxiang Wen est situé à Wohushan.
Pékin
La Mémorial au Premier ministre Wen Tianxiang a été construit en 1376 sous le règne de l'empereur Ming Hongwu. Le lieu de l'exécution de Wen est réputé se trouver près de l'entrée de la rue Fuxue du district de Dongcheng à Pékin et un mémorial y a été établi.
Taïwan
À la fin des années 1950 et 1960, un endroit appelé "Tapido", dans l'actuel Parc national de Taroko, a été rebaptisé "Tianxiang" en mémoire de Wen Tianxiang lors de la construction de la Central Cross-Island Highway. Tianxiang est aujourd'hui une station balnéaire célèbre dans l'est de Taïwan.
En outre, trois rues aussi tirent leur nom de Wen (ie "Rue Tianxiang") : dans Zhongshan District, Taipei à proximité de la  station de métro Minquan W. route, un autre est dans le Sanmin District, Kaohsiung et l'autre est à  Xiulin, comté de Hualien.
Hong Kong

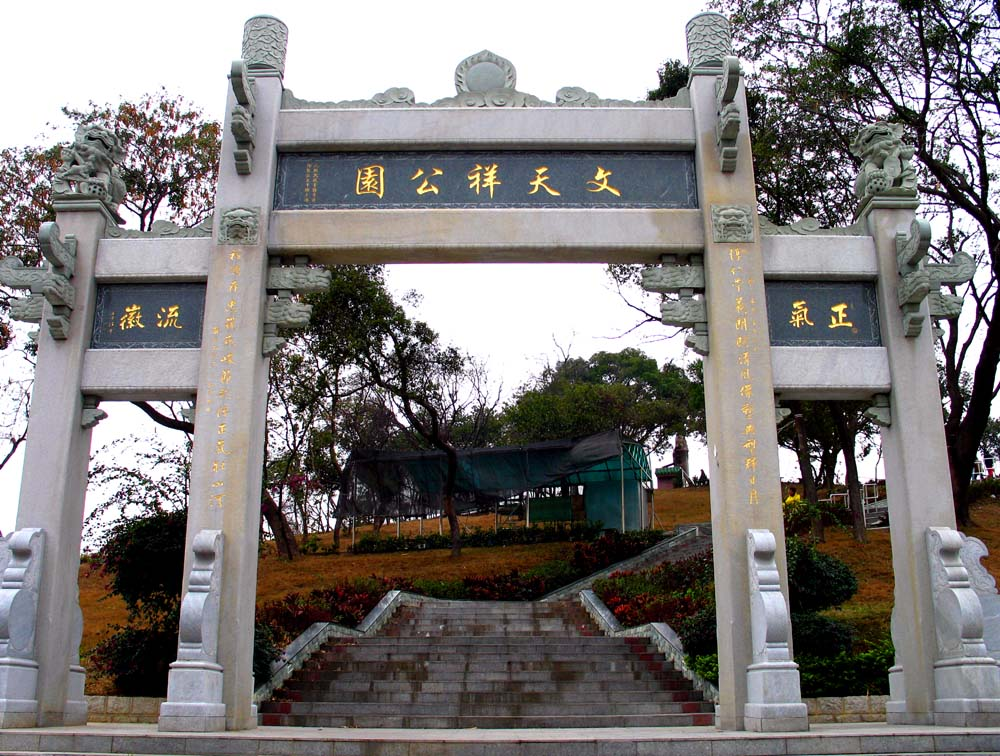
Man Tin Cheung Memorial Park San Tin HK

San Tin, village dans les Nouveaux Territoires de Hong Kong, est la résidence de nombreux villageois nommés "Man" en cantonais. Les villageois « Man» tracent leur ascendance à Man Tin Cheung via Man Tin-Sui, également un célèbre général de la dynastie des Song et cousin de Man Tin Cheung.